# Damien Couturier
Pour les articles homonymes, voir Couturier.
Pas d'image ? Cliquez ici

a Compétitions nationales et continentales officielles uniquement.

b Matchs officiels uniquement.
Damien Couturier, né le 9 juillet 1981 à L'Union, est un joueur devenu entraîneur-adjoint de rugby à XIII français. En tant que joueur, il pouvait évoluer au poste d'ailier ou de centre. Il fait ses débuts avec le Toulouse en Championnat de France avec lequel il dispute la finale du Championnat de France 2005 et une demi-finale de Challenge Cup 2005. Il vit ensuite du rugby à XIII durant trois ans en Angleterre, d'abord à Hull KR avec une demi-finale de Challenge Cup en 2006 puis à Leigh. Il revient à Toulouse en 2007 pour y finir sa carrière sportive en 2014 sur un doublé Championnat de France-Coupe de France bien qu'il n'y dispute pas les finales. Parallèlement, il est appelé à plusieurs reprises en équipe de France avec laquelle il remporte la Coupe d'Europe des nations en 2005 aux côtés de Cédric Gay, Sébastien Raguin, Laurent Frayssinous et Julien Rinaldi. Il tente durant sa carrière une expérience en rugby à XV à Castanet sans réel plaisir.
Une fois sa carrière de joueur terminée, il se reconvertit dans le staff à Toulouse pour ce qui est technique, en parallèle à son métier de commercial dans le bâtiment au sein de la société SFIC.

## Biographie
Composition de Toulouse :

## Palmarès

### En tant que joueur
- Collectif : 
  - Vainqueur de la Coupe d'Europe des nations : 2005 (France).
  - Vainqueur du Championnat de France : 2014[2] (Toulouse).
  - Vainqueur de la Coupe de France : 2014[2] (Toulouse).
  - Finaliste du Championnat de France : 2005 (Toulouse).